# Lake Clarke Shores
Lake Clarke Shores – miasto w Stanach Zjednoczonych, w stanie Floryda, w hrabstwie Palm Beach.